# Kostel Saint-Genest de Lavardin
Kostel svatého Genesia v obci Lavardin ve Francii v départementu Loir-et-Cher je převážně románský chrám z 11.–13. století. Představuje významnou památku střední Francie. Již v roce 1862 byl kostel zařazen mezi francouzské historické památky. Obzvláště cenný je však zejména soubor fresek ze 12.–16. století, které byly po staletí ukryty pod vápennou omítkou, v roce 1913 byly ale objeveny a nedávno obnoveny.

## Historie a popis
Budova kostela byla vybudována mezi lety 1040 a 1080, s pozdějšími úpravami ve 12. a 13. stol. Představuje raně románskou trojlodní baziliku se zvonicí, vystupující z hlavní lodi na západní straně kostela.
V roce 1862 byl objekt klasifikován jako historická památka. Vyznačuje se zvonovitými verandami, zčásti zděnými, horní část zvonice byla zničena v roce 1590. Obzvláště cenný je zejména soubor fresek z období 12.–14. století, jež byly po staletí skryty pod vápennou omítkou a objeveny v roce 1913. Nedávno byly obnoveny.
Kostel vyniká částečně zazděnými románskými okny (horní část byla v roce 1590 zbourána). Zdi lodi jsou zvenku vyzdobeny sloupky a krokvemi, apsida a kaple prošly významnými rekonstrukcemi. Kameny použité v konstrukci kostela jsou sochařsky vyzdobeny, na severní stěně lze například spatřit nezvyklého hada.

## Galerie

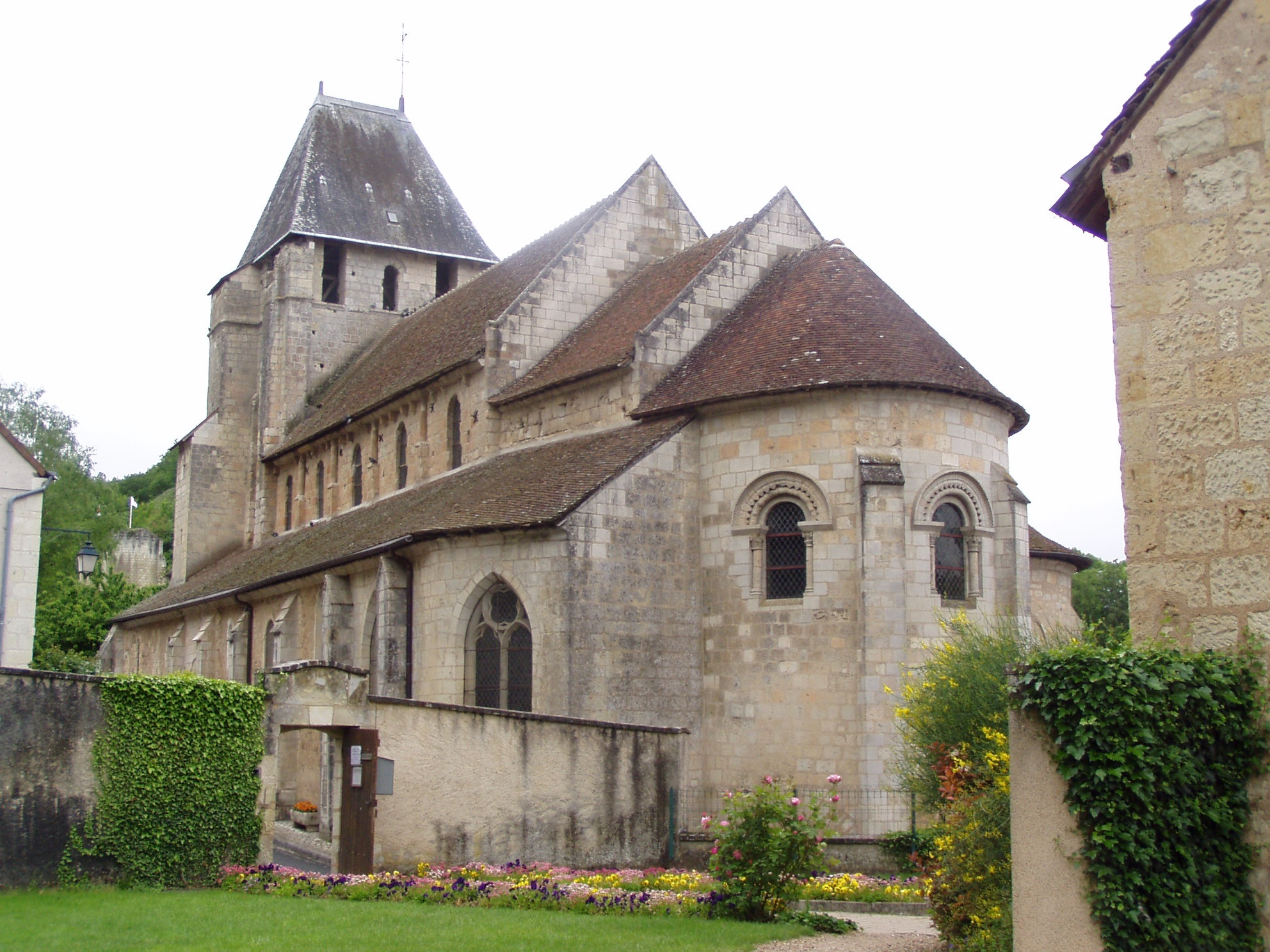
Kostel ze zahrady radnice
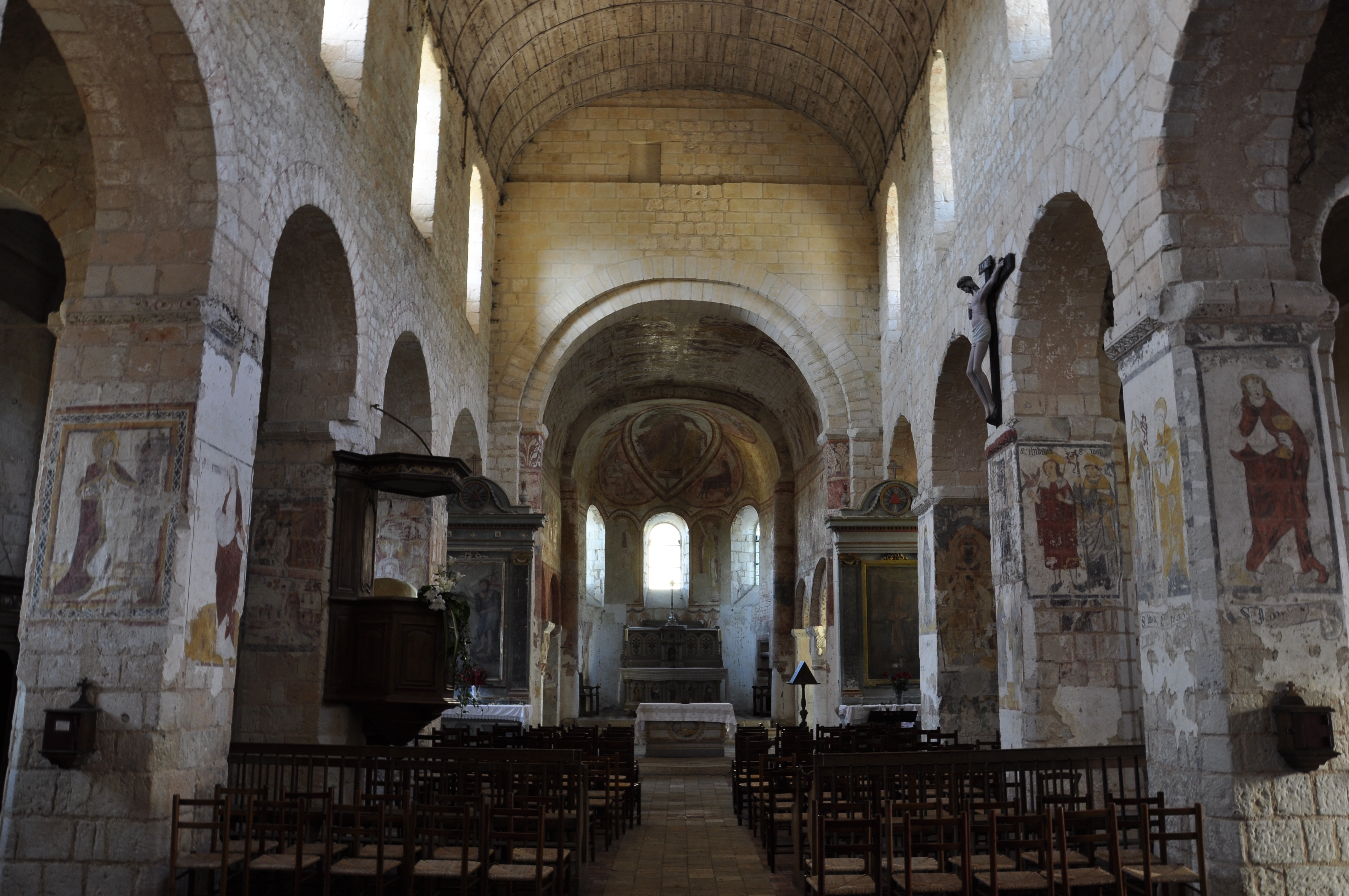
Interiér kostela
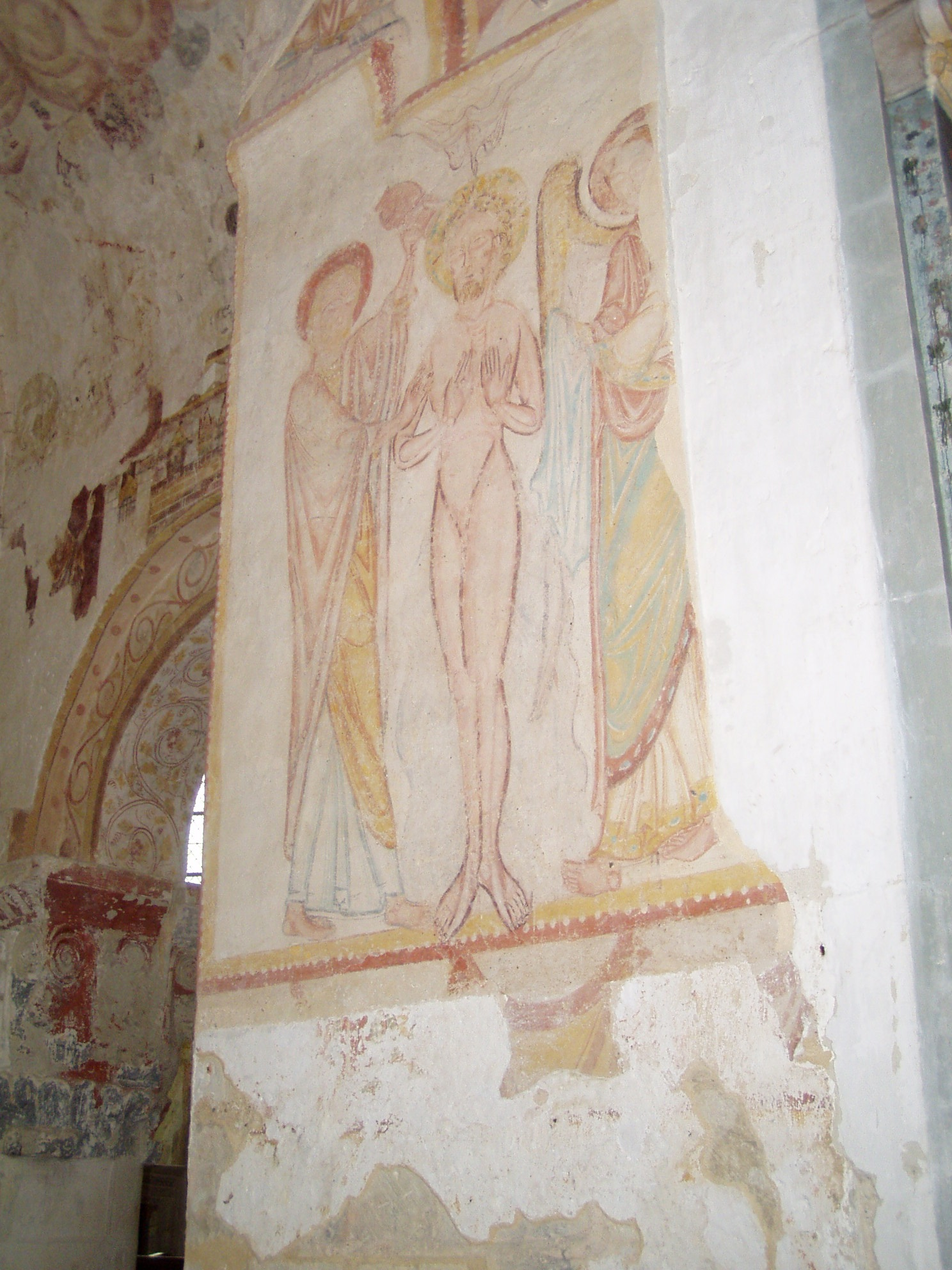
Freska představující křest Krista
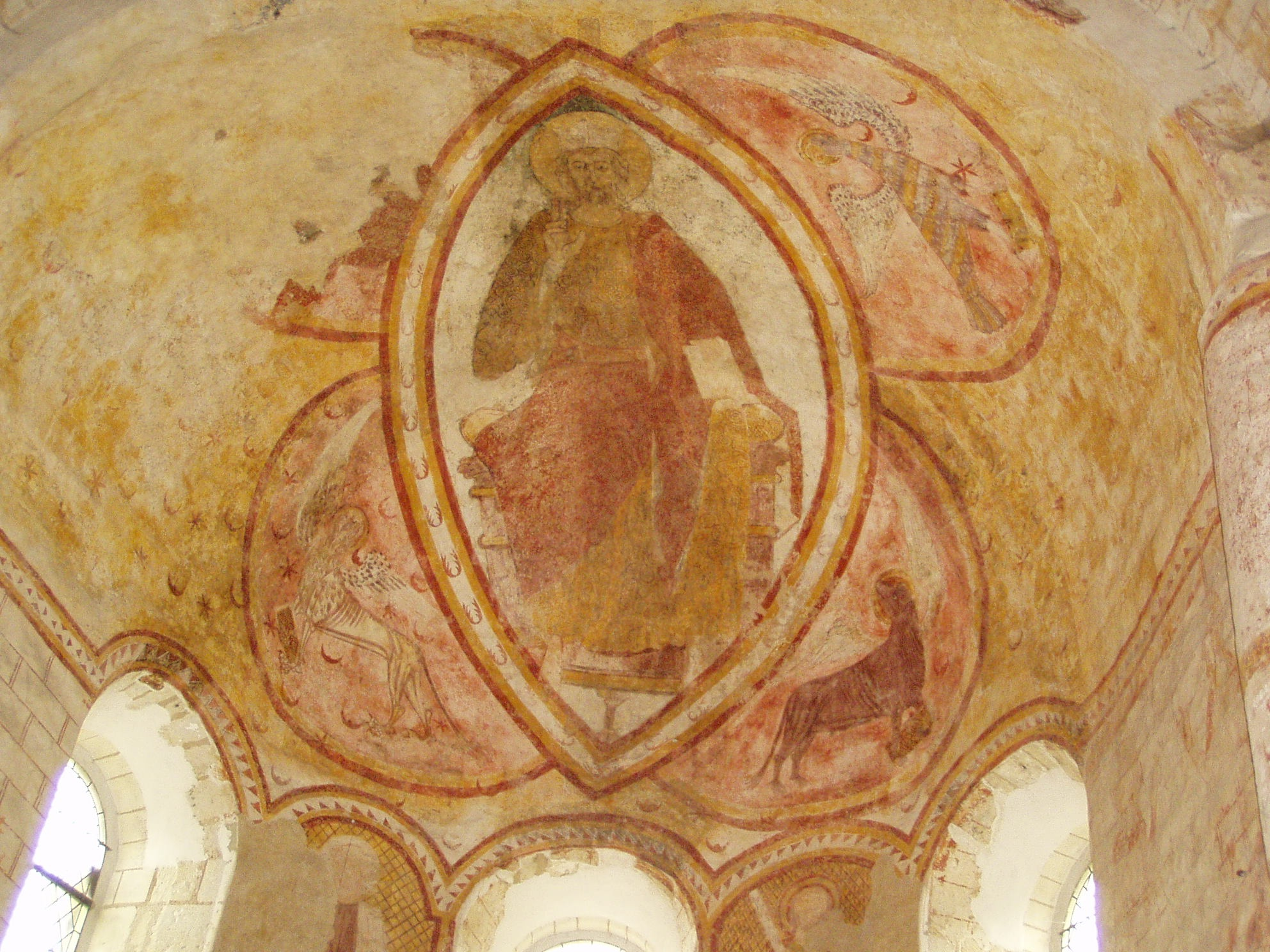
Freska na chóru zobrazující Krista